# (19106) 1981 EV15
A (19106) 1981 EV15 a Naprendszer kisbolygóövében található aszteroida. Schelte J. Bus fedezte fel 1981. március 1-jén.